# 豊田豊吉

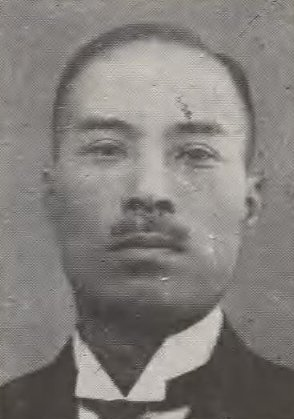
豊田豊吉

豊田 豊吉（とよた とよきち、1890年（明治23年）2月13日 - 1943年11月11日）は、日本の政治家。衆議院議員4期、大蔵参与官、東京市助役を歴任した。

## 来歴
1890年、茨城県に生まれる。1909年に旧制海城中学校を、1917年に早稲田大学商学部を卒業する。大学卒業後は、貿易会社を経営したり、著述業に従事する。その後、1932年の第18回衆議院議員総選挙に茨城県第1区から出馬し、初当選。以後、4期連続当選を果たす。阿部内閣で大蔵参与官、東京市助役を務めたが、1943年に死去した。墓所は多磨霊園。

## 年譜
- 1890年（明治23年） 茨城県に生まれる。
- 1909年（明治42年） 旧制海城中学校を卒業。
- 1917年（大正6年） 早稲田大学商学部を卒業。
- 1932年（昭和7年） 第18回衆議院議員総選挙に茨城県第1区から出馬し、初当選。
- 1936年（昭和11年） 第19回衆議院議員総選挙に茨城県第1区から出馬し、2期目当選。
- 1937年（昭和12年） 第20回衆議院議員総選挙に茨城県第1区から出馬し、3期目当選。阿部内閣で大蔵参与官に就任。
- 1942年（昭和17年） 第21回衆議院議員総選挙に茨城県第1区から出馬し、4期目当選。東京市助役（1940～1942年）を務める。
- 1943年（昭和18年）　議員在職中に病気のため死去。

## 著書・論文

### 著書
- 『対支懸案の真相』

### 論文
- 『選挙の革新と新自由主義』